# Petit-Landau
Petit-Landau es una localidad y comuna francesa, situada en el departamento de Alto Rin, en la región de Alsacia.

## Demografía
| 457 | 461 | 547 | 603 | 646 | 592 |
| Para los censos de 1962 a 1999 la población legal corresponde a la población sin duplicidades (Fuente: INSEE [Consultar]) |     |     |     |     |     |

## Personajes célebres
- Joseph Schmidlin, (1876 – 1944), historiador y fundador de la misiología, muerto en el campo de concentración de Natzweiler-Struthof
- Fabrice Ehret, (1979-), futbolista.